# Región de Gorgol
Gorgol (en árabe: ولاية كركول) es una región del suroeste de Mauritania cuya capital es Kaédi. Otras importantes ciudades son Mbout y Maghama. La zona limita con Brakna y Assaba al norte, Guidimaka al sureste y Senegal al suroeste. El río Senegal fluye a través del límite fronterizo con Senegal.
Gorgol se divide en 4 departamentos:
- Kaédi
- M'Bout
- Maghama
- Monguel